# 시각 수렵견

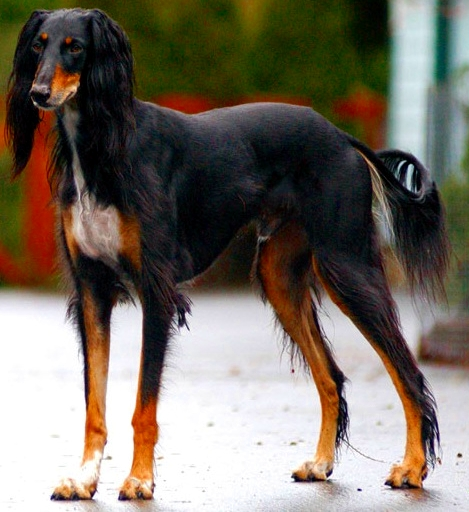
살루키

시각 수렵견(Sighthound)은 수렵견의 한 종류로, 뛰어난 시력으로 먹이를 추적한다. 빠르게 움직이기 위하여, 작은 귀와 긴 다리를 가지고 있는 것이 많다.

## 같이 보기
- 수렵견
- 사냥개
- 후각 수렵견